# Knížectví Elba
Knížectví Elba (francouzsky Principato d'Elba, někdy jako Principauté de l'île d'Elbe), nazývané někdy jako Císařství Elba, byl krátce trvající italský státeček pod vládou císaře Napoleona I. v exilu na ostrově Elba. Nejednalo se o klasickou monarchii, ale o doživotní suverénní státeček pro Napoleona, kterému bylo dovoleno vládnout malému knížectví a užívat stále titul císaře. Napoleon Elbu opustil 26. února 1815 aby obnovil císařství, které skončilo bitvou u Waterloo. 25. března 1815 byla koalicí zrušena Napoleonova suverenita nad ostrovem a 31. března 1815 byla Elba navrácena k toskánskému velkovévodství.

## Napoleon v exilu

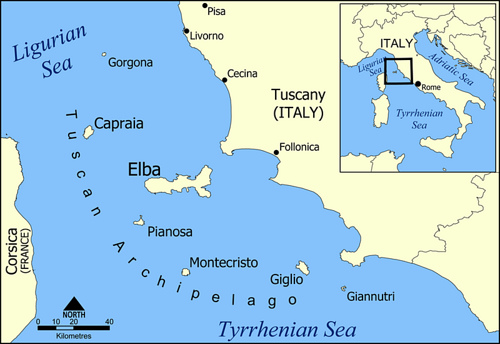
Ostrov Elba na mapě

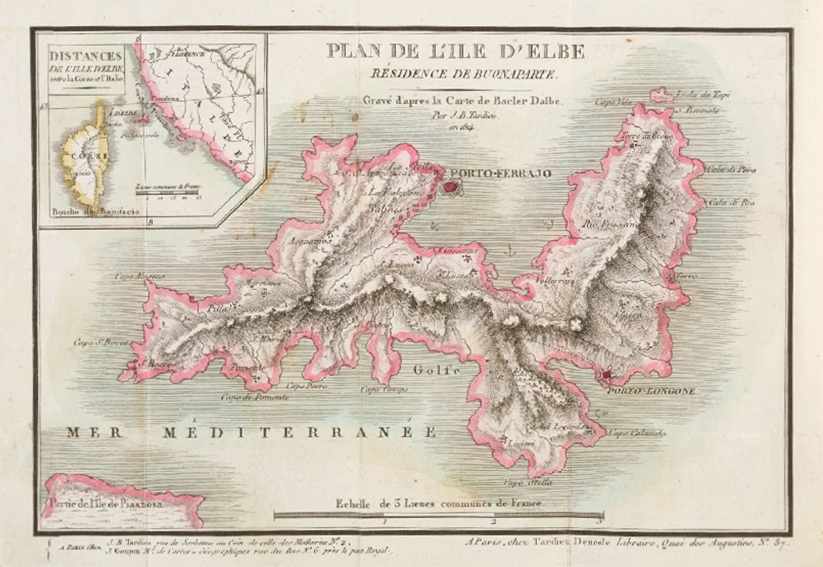
Historická mapa Elby

4. května 1814 dorazil Napoleon na malý středomořský ostrov, který mu byl i s císařským titulem ponechán (pouze formálně, jelikož v okolí ostrova hlídkovaly britské lodě). Zde pobýval ve městě Portoferraio v paláci Mulini (Palazzina dei Mulini) a jeho letním sídlem byla vila Napoleone, dnes známá jako vila San Martino.
Ihned po příjezdu žádné plány do budoucna neměl a politický život považoval za ukončený, přesto se o své malé panství začal starat. Začal se věnovat hospodaření, rozvoji řemesel, zemědělství, chovu ovcí a těžbě železné rudy. Vydal pro Elbu novou ústavu, nařídil očkování dětí, založil policejní sbor, ustavil povinnou školní docházku a navrhl elbskou vlajku i znak (bílá vlajka s kosmo orientovaným červeným pruhem a na něm položenými třemi zlatými včelami, starobylým symbolem z dob merovejské dynastie, často používaným v napoleonské heraldice). Založil také dvě nemocnice a vydal nařízení ke zlepšení hygieny (zákaz házet odpadky z oken). Nezanedbával ani armádu a přes povolené tři stovky vojáků tělesné stráže – byli to polští švališéři, kteří pod velením majora Jerzmanowského dobrovolně následovali svého cesarze do vyhnanství – jeho armáda dosáhla brzy 2000 mužů.
Na podzim začaly pronikat rozporuplné zprávy o internaci na jiný, vzdálenější ostrov. Také se stále častěji dozvídal, že ve Francii přibývá hlasů nespokojených s návratem starého režimu a že vojáci stále vzpomínají na Napoleona a v Bourbonech vidí jen zlo. Napoleon sledoval dění ve Francii a byl si vědom nálad lidu, v němž sílil odpor ke královské dynastii a touha po obnově císařství, proto uvažoval o návratu do Francie. Definitivně se rozhodl až v únoru 1815. Nalodil 1100 vojáků, 80 koní, 4 děla a vyrazil k francouzským břehům.

## Vídeňský kongres
Po Vídeňském kongresu byl ostrov připojen k toskánskému velkovévodství.